# BSC Oberauroff
Der 1. UTK Bogensportclub Oberauroff – kurz BSC Oberauroff – ist ein Bogensportverein aus Idstein-Oberauroff. Der Verein ist Mitglied im Deutschen Schützenbund und gehört zum Schützenbezirk 22 Nassau des Hessischen Schützenverbandes.

## Geschichte
Der 1. UTK Bogensportclub Oberauroff wurde am 21. Juli 1971 gegründet. Einer der Gründungspaten war Herbert Günther.
Der Schützenverein unterstützt die Ausübung der Sportart Bogenschießen und verfügt über eine eigene Bogenwiese. Er richtet regelmäßig regionale Meisterschaftswettkämpfe und überregionale Ligawettkämpfe aus. Seit 2015 ist der Verein in der Bundesliga Bogen vertreten.

## Erfolge
- 2011: Aufstieg in die Hessenliga Bogen Recurve.
- 2012: Aufstieg in die Regionalliga Bogen.
- 2015: Aufstieg in die 2. Bundesliga Bogen.
- 2016: Aufstieg in die 1. Bundesliga Bogen.
- 2017: Abstieg in die 2. Bundesliga Bogen.
- 2018: Aufstieg in die 1. Bundesliga Bogen.
- 2019: Abstieg in die 2. Bundesliga Bogen.
- 2020: Aufstieg in die 1. Bundesliga Bogen.
- 2021: Verbleib in der 1. Bundesliga Bogen.
- 2022: Verbleib in der 1. Bundesliga Bogen.
- 2023: Verbleib in der 1. Bundesliga Bogen.
- 2024: Abstieg in die 2. Bundesliga Bogen.